# Eurysternus foedus
Eurysternus foedus là một loài bọ cánh cứng trong họ Bọ hung (Scarabaeidae).